# VV Heerenveen in het seizoen 1958/59
Het seizoen 1958/1959 was het vijfde jaar in het bestaan van de Heerenveense betaaldvoetbalclub Heerenveen. De club kwam uit in de Tweede divisie B en eindigde daarin op de 11e plaats. Tevens deed de club mee aan het toernooi om de KNVB beker, hierin werd in de vierde ronde verloren van HVC (1–4).

## Wedstrijdstatistieken

### Tweede divisie B
|       | Be Quick | Enschedese Boys | Go Ahead | N.E.C. | Oldenzaal | Oosterparkers | PEC   | Rheden | Tubantia | Veendam | Velocitas | Zwartemeer | Zwolsche Boys |
| ----- | -------- | --------------- | -------- | ------ | --------- | ------------- | ----- | ------ | -------- | ------- | --------- | ---------- | ------------- |
| Thuis | 1 – 3    | 2 – 1           | 0 – 2    | 2 – 1  | 1 – 0     | 1 – 0         | 2 – 1 | 2 – 2  | 1 – 0    | 0 – 0   | 1 – 1     | 1 – 1      | 1 – 1         |
| Uit   | 4 – 2    | 6 – 0           | 6 – 0    | 1 – 0  | 2 – 2     | 4 – 1         | 2 – 0 | 1 – 2  | 1 – 1    | 6 – 1   | 4 – 1     | 3 – 1      | 1 – 1         |

### KNVB Beker
| 1e ronde                                          | FVC              | 0 – 5 (0 – 2) | Heerenveen                                                              |
| 19 april 1959 Plaats: Leeuwarden Borniastraat     |                  |               | 11' Anne Piet Schaap 32', 49' Germ Hofma 50' Bart Hainje 76' Piet Fleur |
| 2e ronde                                          | Heerenveen       | 1 – 0 (0 – 0) | Jubbega                                                                 |
| 30 april 1959 Plaats: Heerenveen J.H. Kruisstraat | Piet Fleur 89'   |               |                                                                         |
| 3e ronde                                          | Heerenveen       | 1 – 0 (1 – 0) | Leeuwarden                                                              |
| 9 mei 1959 Plaats: Heerenveen J.H. Kruisstraat    | Jack Oosten 27'  |               |                                                                         |
| 4e ronde                                          | Heerenveen       | 1 – 4 (0 – 3) | HVC                                                                     |
| 30 mei 1959 Plaats: Heerenveen J.H. Kruisstraat   | Sicco Kuiper 53' |               | 4' Jan Nederhand 11', 70' Henk Wesseling 43' Wout Heinen                |

## Statistieken Heerenveen 1958/1959

### Eindstand Heerenveen in de Nederlandse Tweede divisie B 1958 / 1959
| Stand | Gespeeld | Gewonnen | Gelijk | Verloren | Punten | Doelpunten voor | Doelpunten tegen |
| ----- | -------- | -------- | ------ | -------- | ------ | --------------- | ---------------- |
| 11e   | 26       | 7        | 8      | 11       | 22     | 27              | 54               |

### Topscorers
| #              | Naam                   | Goal |
| -------------- | ---------------------- | ---- |
| 1.             | Bart Hainje            | 5    |
| 2.             | Piet Fleur             | 4    |
| 3.             | Jack Oosten            | 3    |
| 3.             | Johan Fransen          | 3    |
| 3.             | Sikke Venema           | 3    |
| 6.             | Klaas Ringia           | 2    |
| 6.             | Anne Piet Schaap       | 2    |
| 8.             | Germ Hofma             | 1    |
| 8.             | Wobbe Jetten           | 1    |
| 8.             | Sicco Kuiper           | 1    |
| 8.             | Sjoerd Veenstra        | 1    |
| Eigen doelpunt |                        |      |
| –              | Toon Valks (Oldenzaal) |      |
| Totaal         | Totaal                 | 27   |

| #      | Naam             | Goal |
| ------ | ---------------- | ---- |
| 1.     | Piet Fleur       | 2    |
| 1.     | Germ Hofma       | 2    |
| 3.     | Bart Hainje      | 1    |
| 3.     | Sicco Kuiper     | 1    |
| 3.     | Jack Oosten      | 1    |
| 3.     | Anne Piet Schaap | 1    |
| Totaal | Totaal           | 8    |